# Diana de Poitiers
Diana de Poitiers (castell de Saint-Vallier (Droma), 3 de setembre de 1499 - Anet, Eure-et-Loir, 25 d'abril de 1566) fou una dama de la noblesa francesa.
Era la filla gran de Jean de Poitiers, comte de Saint-Vallier i de la seva dona Joana de Batarnay. Es casà als tretze anys amb Louis de Brézé, gran senescal de Normandia, enviudà el 1531 i es convertí en amant del delfí, el futur Enric II de França. En pujar aquest al tron (1547), monopolitzà la política francesa, i posà els negocis en mans del conestable Montmorency, del mariscal Saint-André i del cardenal Carles de Guisa, amb el germà del qual, el duc Claudi II d'Aumale, casà la seva segona filla.
El rei li va fer moltes i molt ostentoses donacions com el castell de Chenonceaux. Va ser anomenada el 1548 duquessa de Valentinois per prerrogativa reial. Diana, qui era una catòlica fervent, prengué personalment part en la persecució dels heretges hugonots, dant proves d'una fanatisme exagerat. Durant els regnats de Francesc I de França i Enric II de França la reialesa correspongué a Diana. Ella fou la que organitzà danses, torneigs i gran caceres; ella la que divinitzà l'art de Renaixement; ella la que Jean Goujon esculpí nua i imponent, com una deessa antiga, sota la figura de Diana Caçadora envoltant amb els seus braços el coll d'un gran cérvol; ella la que les medalles representaren tenint un Cupid als seus peus; ella la que Joachim du Bellay, Pierre de Ronsard i Jacques Peletier du Mans cantaren en els seus poemes i la que el marcgravi de Thou lloà en la seva història; ella que en la ciutat de Lió, entre les festes amb què obsequià la cort, representà triomfant en l'apoteosi d'un misteri, i d'ella és la xifra sobre l'enteixinat del castell de Chenonceaux i en les voltes i vitrines de la capella de Vincennes.
En la mort del rei (1559), Diana hagué d'abandonar la cort i passà la resta de la seva vida en el sumptuós castell d'Anet, construït per Philibert de l'Orme.
Del seu matrimoni amb Louis de Brézé naixeren dues filles:
- Françoise de Brézé (1518-1574), comtessa de Maulévrier, baronessa de Mauny i de Sérignan. Casada amb Robert IV de la Mark, príncep de Sedán, duc de Bouillon i comte de Braine.
- Louise de Brézé (1521-1577), dama d'Anet, casada con Claudi II de Lorena, duc d'Aumale i marquès de Mayenne.